# Kaliszte
Kaliszte (bułg. Калище) – wieś w Bułgarii, w obwodzie Pernik, w gminie Kowaczewci. Według danych szacunkowych Ujednoliconego Systemu Ewidencji Ludności oraz Usług Administracyjnych dla Ludności, 15 czerwca 2020 roku miejscowość liczyła 400 mieszkańców.

## Osoby związane z miejscowością

### Urodzeni
- Metodi Andonow (1932–1974) – bułgarski reżyser
- Grigor Dinew – bułgarski rewolucjonista, czetnik Michaiła Czakowa
- Asen Stoiczkow (1899–?) – bułgarski oficer